# Synageles leechi
Synageles leechi là một loài nhện trong họ Salticidae.
Loài này thuộc chi Synageles. Synageles leechi được Cutler miêu tả năm 1988.